# Masku
Masku este o comună din Finlanda.